# Södra Sallerups landskommun
Södra Sallerups landskommun var en tidigare kommun i dåvarande Malmöhus län.

## Administrativ historik
Kommunen bildades i Sallrups socken i Oxie härad i Skåne när 1862 års kommunalförordningar trädde i kraft. Namnet var före 17 april 1885 Sallerups landskommun.
Vid kommunreformen 1952 uppgick kommunen i Malmö stad som 1971 ombildades till Malmö kommun.

## Politik

### Mandatfördelning i Södra Sallerups landskommun 1938-1950
| 9 | 9 |

| 18 |

| 9 | 9 |

| 18 |

| 9 | 9 |

| 18 |

| 9 | 9 |

| 18 |